# Shine (chanson de Sopho Nijaradze)
Chansons représentant la Géorgie au Concours Eurovision de la chanson
Peace Will Come
(2008) One More Day
(2011)
Shine (en anglais Briller) est la chanson représentant la Géorgie au Concours Eurovision de la chanson 2010, à Oslo, en Norvège. Elle est interprétée par Sopho Nijaradze.

## Sélection
Pour la participation en 2010, l'artiste est sélectionné en interne par le diffuseur, la Radio télévision publique géorgienne, tandis que la chanson est sélectionnée lors d'une finale nationale.
Le 16 janvier 2010, la chaîne tient une conférence de presse et annonce avoir sélectionné en interne Sofia Nizharadze. Lors de la conférence de presse, RTPG annonce qu'une finale nationale aura lieu pour sélectionner sa chanson. RTPG ouvre une soumission publique de chansons du lendemain au 3 février 2010. Plus de 100 chansons sont reçues avant la date limite de soumission et une commission d'experts sélectionne les six meilleures chansons parmi les soumissions reçues, qui sont annoncées le 9 février 2010 et présentées au public le 24 février 2010. Les six chansons sont interprétées par Sofia Nizharadze lors d'un programme spécial le 27 février 2010 au Tbilisi Event Hall à Tbilissi. La chanson gagnante est déterminée par la combinaison 50/50 des votes d'un jury d'experts et d'un télévote du public.
Shine l'emporte. Les auteurs-compositeurs sont la Norvégienne Hanne Sørvaag, le Suédois Harry Sommerdahl et l'Italien Christian Leuzzi.

## Eurovision

### Demi-finale
La Géorgie est placée dans la deuxième demi-finale, le 27 mai 2010, et doit se produire dans la seconde moitié du spectacle. L'ordre de passage pour les demi-finales est décidé par un autre tirage au sort le 23 mars 2010.
La chanson est la seizième et avant-dernière de la soirée, suivant Lako je sve interprétée par Feminnem pour la Croatie et précédant We Could Be the Same interprétée par maNga pour la Turquie.
Sofia Nizharadze participe aux répétitions techniques les 19 et 23 mai, suivies des répétitions générales les 26 et 27 mai. La finale du jury a lieu le 26 mai, au cours de laquelle les jurys professionnels de chaque pays regardent et votent sur les candidatures en compétition.
La performance géorgienne met en vedette Sofia Nizharadze dans une robe rouge avec des cristaux Swarovski attachés, ainsi que des bracelets en cristal rouge. Nizharadze interprète une chorégraphie avec deux danseurs vêtus de costumes blancs et est rejointe sur scène par une danseuse vêtue d'une robe rouge foncé avec un foulard rouge ainsi que deux choristes vêtues de longues robes blanches. La performance présente également des effets de flammes pyrotechniques et l'utilisation d'une machine à vent. Le metteur en scène du spectacle géorgien est Redha Benteifour. Les choristes qui rejoignent Sofia Nizharadze sont Helen Kalandadze et Sopho Toroshelidze. Toroshelidze représentera à nouveau la Géorgie au Concours Eurovision de la Chanson 2011 en tant que chanteur principal d'Eldrine.
À la fin de la demi-finale, la Géorgie est annoncée comme ayant terminé dans le top 10 et se qualifiant par la suite pour la grande finale. On révèlera plus tard que la Géorgie s'est classée troisième en demi-finale, recevant un total de 106 points.

#### Points attribués à la Géorgie lors de la demi-finale
| 12 points            | 10 points                          | 8 points | 7 points                                          | 6 points               |
| -------------------- | ---------------------------------- | -------- | ------------------------------------------------- | ---------------------- |
| - Arménie - Lituanie | - Azerbaïdjan - Bulgarie - Turquie |          | - Chypre - Croatie - Irlande - Slovénie - Ukraine | - Israël               |
| 5 points             | 4 points                           | 3 points | 2 points                                          |                        |
| - Pays-Bas           |                                    |          | - Roumanie - Suède                                | - Royaume-Uni - Suisse |

### Finale
Lors de la finale, la chanson est la treizième de la soirée, suivant We Could Be the Same interprétée par maNga pour la Turquie et précédant That Sounds Good to Me interprétée par Josh Dubovie pour le Royaume-Uni.
Sopho Nijaradze fait à nouveau la même prestation.
À la fin des votes, la chanson obtient 136 points et finit à la neuvième place sur vingt-cinq participants.

#### Points attribués à la Géorgie lors de la finale
| 12 points                                                            | 10 points                                 | 8 points                | 7 points                          | 6 points                                |
| -------------------------------------------------------------------- | ----------------------------------------- | ----------------------- | --------------------------------- | --------------------------------------- |
| - Arménie - Lituanie                                                 | - Russie                                  | - Azerbaïdjan - Estonie | - Biélorussie - Croatie - Ukraine | - Bulgarie - Suède                      |
| 5 points                                                             | 4 points                                  | 3 points                | 2 points                          |                                         |
| - Chypre - Grèce - Irlande - Israël - Macédoine - Moldavie - Turquie | - Belgique - Bosnie-Herzégovine - Pologne |                         | - Islande                         | - Norvège - Slovénie - Espagne - Suisse |